# Визуална поезия
Визуална поезия (на немски: Visuelle Poesie или Visuelle Poesie; на английски: Visual poetry; на френски: Poésie visuelle) е общо понятие за всички видове поезия, при които визуалното представяне на един текст е значим елемент в творческата концепция. Визуалната поезия се разграничава от калиграфията и типографските художествени форми, в които се търси ново визуално оформление на вече съществуващи текстове.

## Различия между конкретна и визуална поезия
Конкретната поезия използва като градивен материал фонетичните, визуалните и акустичните измерения на езика, но се различава от звуковата и визуалната поезия. При конкретната поезия словото се превръща в същинска цел и предмет на стихотворението. То може да се състои само от думи, букви или препинателни знаци, които се откъсват от взаимовръзките на езика и се представят на наблюдателя „конкретно“, т.е. самостойно.
При визуалната поезия изображенията са интегрирани в текста на творбата. Тук спадат стихотворението живопис Le corps de ma brune (1925) на Жоан Миро и картината на Пийт Мондриан Textuel (1928) с интегрирани текстове в нея.
В теоретичния си труд От конкретна към визуална поезия (2000) Клаус Петер Денкер подчертава приемствеността при новия жанр, неговата интермедиална и интердисциплинарна природа. Двата жанра са взаимозависими: „Без конкретната поезия сегашните форми на визуалната поезия биха били немислими.“ Целта на визуалната поезия е да бъде видяна – тази поезия предполага зрител и читател.

## История
От гръцката късна античност произлиза техниката на фигуралното стихотворение, при което текстът е така създаден, че чрез подредбата на буквите или чрез акростих се превръща в предмет; напр. един олтар е представен като картина, която има отношение към съдържанието на текста.
Латинските автори от Средновековието възприемат тази техника, напр. поетът и агиограф по времето на Меровингите Венанций Фортунат. В епохата на Каролингския Ренесанс през IX век особено се откроява Рабан Мавър, който към своите 28 фигурални стихотворения Възхвала на Светия кръст (De laudibus sanctae crucis) прилага подробен коментар, обясняващ строежа и числовата символика на творбата.
По времето на Барока фигуралното стихотворение особено в Германия се обновява и доразвива в пасторалната поезия, както и в други жанрове се търсят нови връзки между образ, слово и шрифт. За сметка на това в поетиката на Просвещението, най-вече след Боало, поетическата форма вече не е господарка, а слугиня на мисълта. Също в поетиката на Сантиментализма с нейното дирене на непосредственост при изразяването на чувствата такива техники, които изтъкват графиката на стихотворението и отнасят към нея съдържанието на творбата, се схващат като принудени и изкуствени.
Но тъкмо тази взаимообвързаност между съдържание и форма на творбата се възприема положително от авангардния модернизъм след Маларме, който в стихотворението си от 1914 г. Un coup de dés (Хвърляне на зарове) тематизираното в текста „корабокрушение“ и потъването в „бездната“ са илюстрирани с разпределението на думите върху страницата, като чрез тяхното подреждане и изобразяване се постига търсената синтактична и семантична поливалентност.
Поетите на футуризма, дадаизма и сюрреализма продължават това развитие, като най-ярък сред тях е Гийом Аполинер с неговите калиграми. Целта тук е несъзнателната или избледняла материалност и видимост на поезията отново да се издигне до съзнанието. Добавя се и установеното още от Маларме очарование от алеаториката и комбинаториката на творбата, което се забелязва най-силно в т.нар. „потенциална литература“, напр. в алеаторните сонети на съвременния френски експериментален поет Реймон Кьоно.
Под влиянието на Ойген Гомрингер и някои бразилски автори през 50-те години възниква сред творците на конкретна лирика особен интерес към визуалната поезия. В основаната през 1954 г. Виенска група се проявяват наченки на визуалната поезия. Поетите от тази група като напр. Герхард Рюм най-често творят в граничната област между поезия и изобразително изкуство.

## Творци на визуална поезия
- Пауло Аквароне (Бразилия)
- Гийом Аполинер (Франция)
- Жоан Броса (Испания)
- Паул де Ври (Белгия)
- Ойген Гомрингер (Швейцария)
- Пиер Гарние (Франция)
- Клаус Петер Денкер (Германия)
- Аугусто де Кампос (Бразилия)
- Стефан Маларме (Франция)
- Алберто Пимента (Португалия)
- Герхард Рюм (Австрия)
- Валерий Шерстяной (Русия)
- Ернст Яндл (Австрия)